# Mkowe (Tanzania)
Mkowe è una circoscrizione rurale (rural ward) della Tanzania situata nel distretto di Kalambo, regione di Rukwa. Conta una popolazione di 12 454 abitanti (censimento 2012).